# Бластопор
Бластопор је отвор бластоцела ембриона.
У зависности од тога да ли ће у каснијем развићу ембриона од њега настати анални или усни отвор, разликујемо две групе животиња:
- Протостоме (од бластопора настаје усни отвор)
- Деутеростоме (од бластопора настаје анални отвор)

Улога бластопора је омогућавање комуникације ембриона са спољашњом средином.